# Bucculatrix flexuosa
Bucculatrix flexuosa är en fjärilsart som beskrevs av Walsingham 1897. Bucculatrix flexuosa ingår i släktet Bucculatrix och familjen kronmalar. Inga underarter finns listade i Catalogue of Life.